# Virpazar

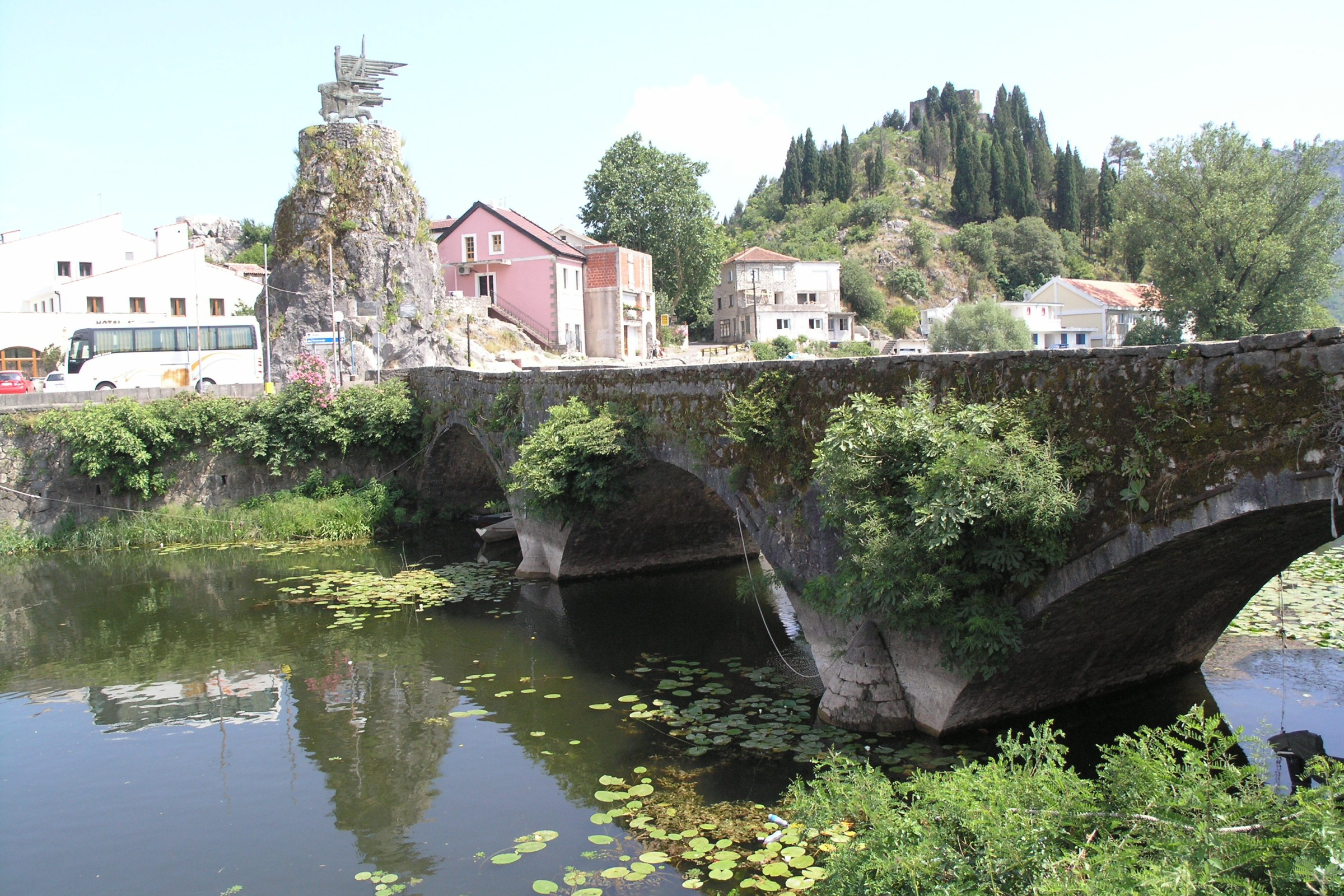
Most ve Virpazaru

Virpazar (v cyrilici Вирпазар) je vesnice v Černé Hoře v obci Bar. Je centrem regionu Crmnica (Crmnička nahija) a rozkládá se na březích Skadarského jezera. V roce 2003 zde žilo 337 obyvatel. Prochází tudy železniční trať Bělehrad-Bar, která zde má svou zastávku.